# Wapień muszlowy

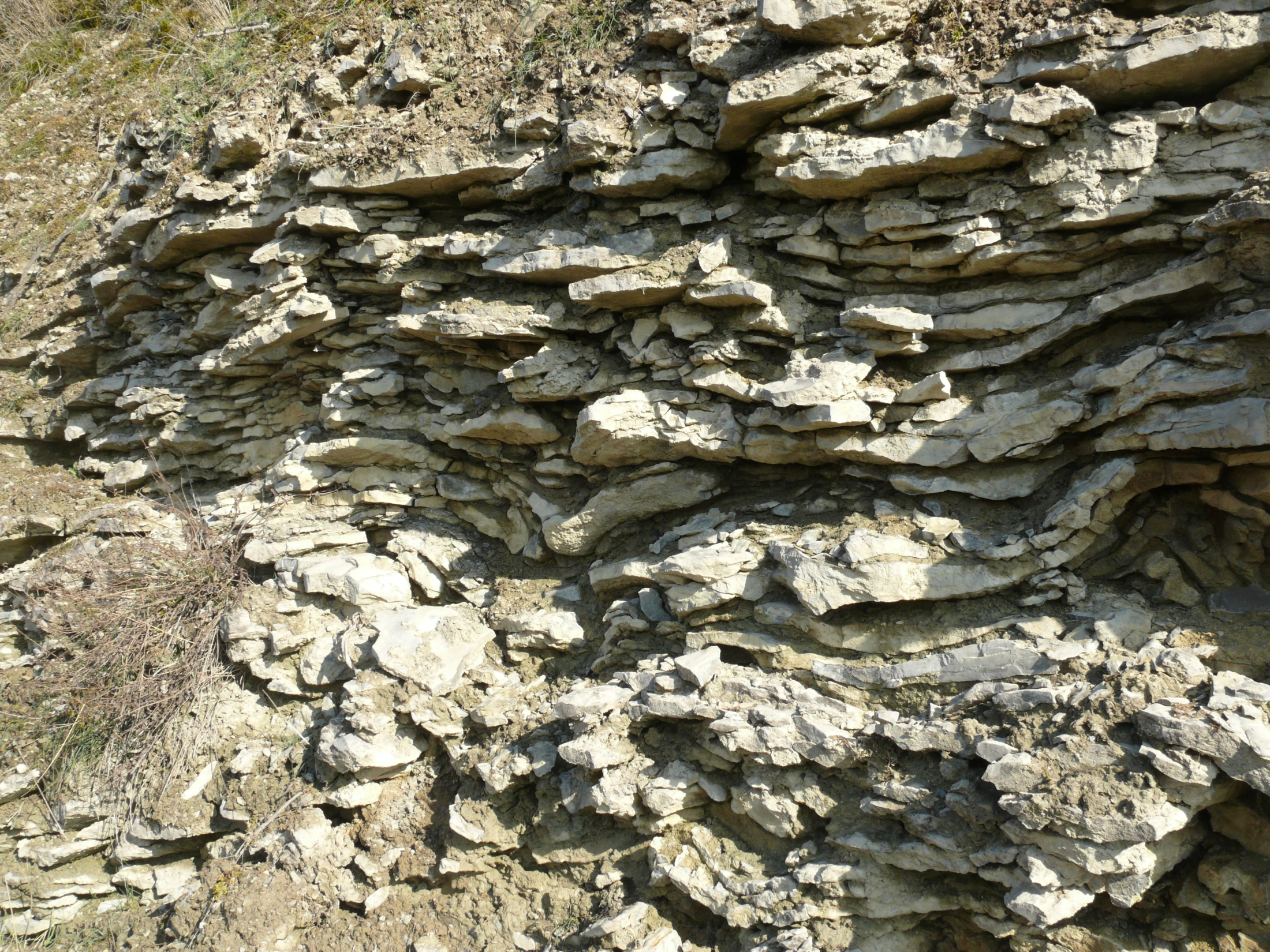
Wychodnia wapienia muszlowego (Bad Mergentheim, Badenia-Wirtembergia). Jak widać, nie musi zawierać widocznych muszli.

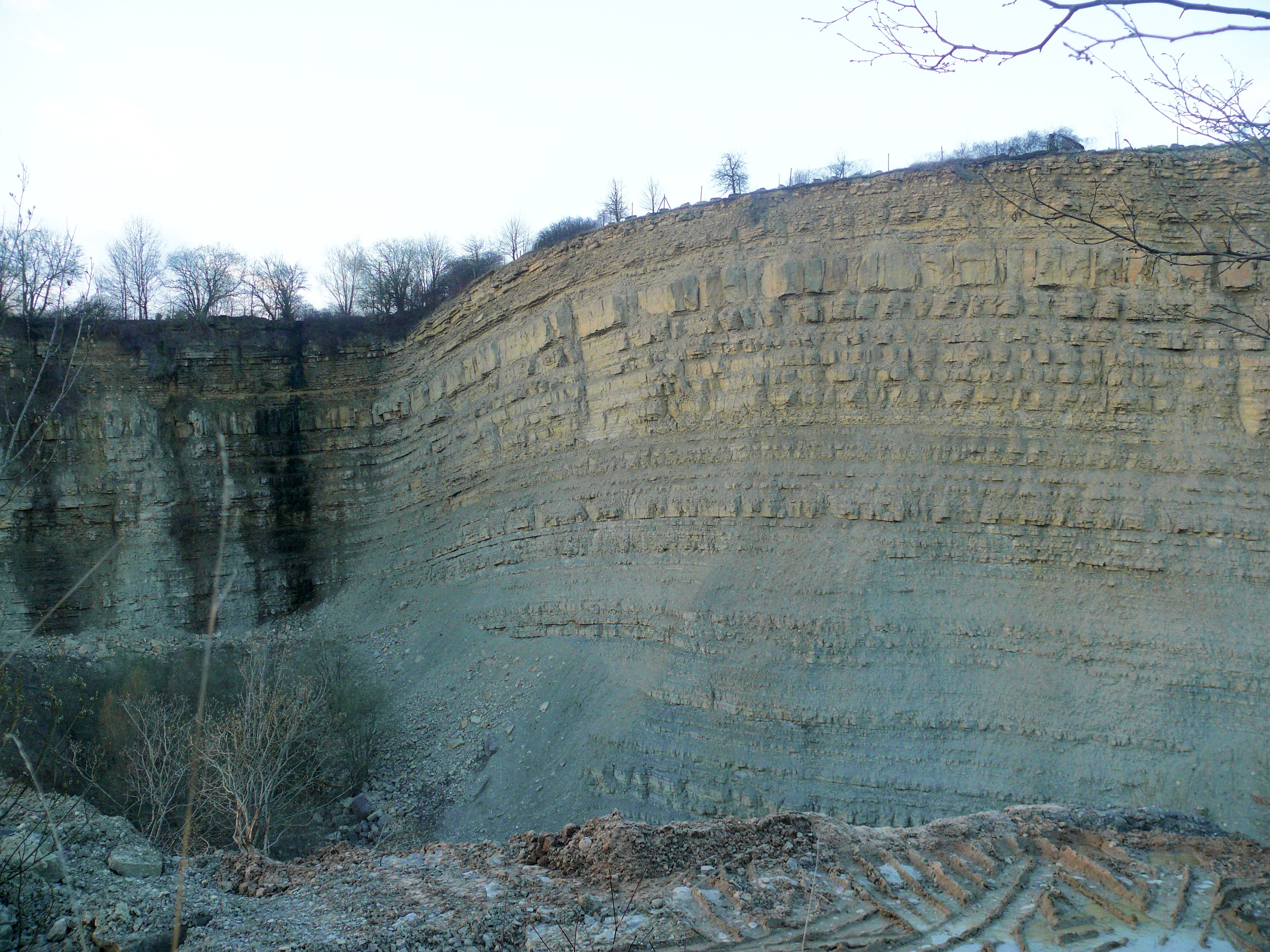
Wychodnia wapienia muszlowego (Hohenlohe, Badenia-Wirtembergia). W dolnej części m.in. warstwy spiriferowe.

Wapień muszlowy (niem. Muschelkalk) – nieformalna jednostka stratygraficzna triasu wydzielona na terenie Polski pozakarpackiej, Niemiec (poza Alpami) i Beneluxu w oparciu o kryteria litostratygraficzne. W tabeli stratygraficznej leży powyżej pstrego piaskowca, a poniżej kajpru.

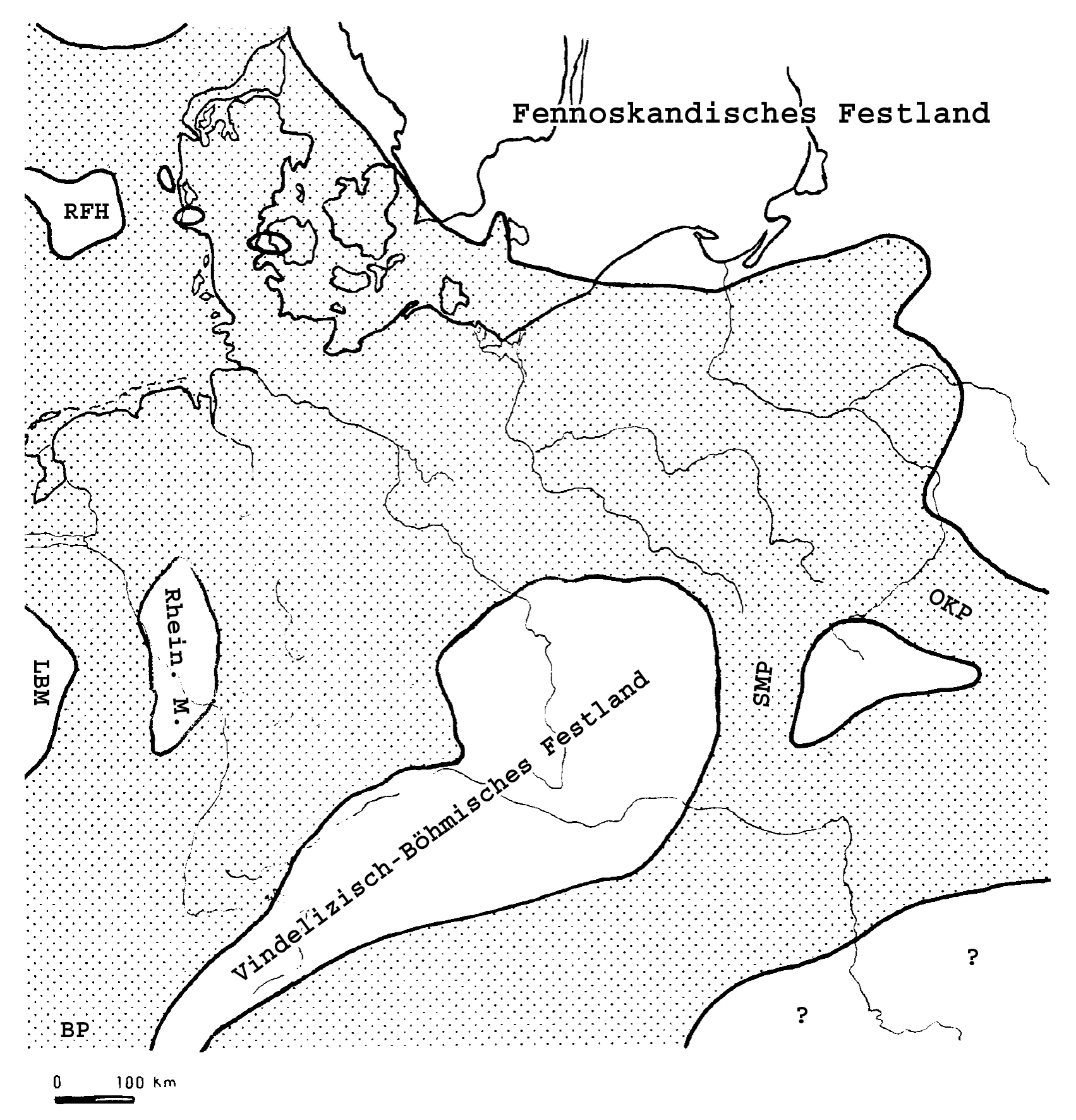
Paleogeograficzna mapa dolnego wapienia muszlowego

Wapień muszlowy reprezentuje środkową część profilu skalnego triasu. Budują go głównie wapienie i margle, rzadziej dolomity. Powstał w środowisku płytkiego, ciepłego morza, dość silnie izolowanego od ówczesnych oceanów. Połączenia z oceanem Tetyda odbywało się przez trzy cieśniny, które okresowo zanikały. Dlatego kopalna fauna w utworach wapienia muszlowego, choć bardzo liczna, cechuje się dość znacznym udziałem gatunków endemicznych. Najpospolitszymi skamieniałościami są tam ramienionogi, małże i liliowce, których muszle i szkielety występują czasem w masowych ilościach, tworząc skały muszlowce, skąd wzięła się nazwa jednostki stratygraficznej wapień muszlowy.
Profil wapienia muszlowego przeważnie jest trójdzielny. Dolną i górną część tworzą wapienie i margle powstałe w środowisku morza o normalnym zasoleniu, a środkową część budują dolomity i margle dolomityczne oraz gipsy i anhydryty powstałe w okresie czasowego przerwania połączeń z oceanem, częściowego wysychania zbiornika i silnego wzrostu zasolenia. Skamieniałości są tam bardzo rzadkie i ograniczone do form tolerujących wzmożone zasolenie (niektóre ślimaki). 
W Polsce najlepsze odsłonięcia wapienia muszlowego znajdują się na Górnym Śląsku, gdzie wapienie są eksploatowane na potrzeby przemysłu cementowego i wapienniczego, np. w miejscowościach Górażdże, Tarnów Opolski, Strzelce Opolskie, w Zagłębiu Dąbrowskim (Ząbkowice) oraz w okolicach Chrzanowa (Płaza). Nieeksploatowane obecnie odsłonięcia wapienia muszlowego są także w Górach Świętokrzyskich i w Górach Kaczawskich we wsi Raciborowice.
Ze względu na to, że nazwa wapień muszlowy jest zarezerwowana dla jednostki stratygraficznej, dla odróżnienia nie należy jej stosować dla innych skał, zawierających muszle w dużych ilościach, lecz utworzonych w odmiennych warunkach lub okresach. W takich wypadkach można używać odpowiednich określeń, jak np. muszlowiec, wapień z muszlami itd..